# Авктор Мецский
Авктор (середина V века) — епископ Мецский, святой.  День памяти — 9 августа.
Святой Авктор подвизался в ту пору, когда Аттила захватил Мец в 451 году.
Авктор, называемый также Аутор, Отёр. или Адинктор, с 1200 года является местным святым и покровителем города Брауншвейг. День памяти святого, 20 августа, вплоть до Нового времени был городским праздником Брауншвейга.

## Биографические сведения и наследие

### Мец
Об Авкторе как исторической личности известно крайне немного. Точно не выяснено, откуда Авктор вел свое происхождение и где проходило его служение, так как было несколько человек с таким именем в различных местах. Согласно неустойчивому преданию, он родился в Греции и был рукоположён в Риме. Оттуда он, вероятно, перебрался в Галлию. Это имя носил тринадцатый епископ Меца в Лотарингии, когда гунны Аттилы взяли этот город в 451 году. Впервые он упоминается в рукописи 776 года. Мощи епископа Меца были перевезены в эльзасский монастырь Мармутье в 830 году. Там его гробница была разрушена в 1525 году во время крестьянской войны. Его день поминовения - 9 августа.
В 852 году Дрого, епископ Мецский, решил перенести мощи святого Авктора в Мармутье (в Эльзасе), вместе с телом святого Селеста, второго епископа Меца. По преданию, мощи двух святых решили пронести через город и впереди собирались нести мощи святого Авктора, как более прославленного. Однако процессия не смогла сдвинуться с места, пока на первое место не поставили мощи святого Селеста.

### Трир
В Трире, который находится примерно в 100 км к северо-востоку от Меца, был как минимум один, возможно, даже два епископа с таким именем (хотя историческими документами это не подтверждено). Тем не менее, до сих пор не ясно, было ли «Auctor» исключительно личным именем в Трире или оно могло быть апеллятивом и иметь значение «создатель» или «основатель». Кроме того, считается, что мощи Авктора, находившиеся в Трирском имперском аббатстве св. Максимина, могли там оказаться в результате переноса реликвий из Меца. Соответствующий культ сложился в Трире только в последней трети XI в. Его день поминовения - как и день святого покровителя Брауншвейга - 20 августа.

### Легенда о святом покровителе Брауншвейга

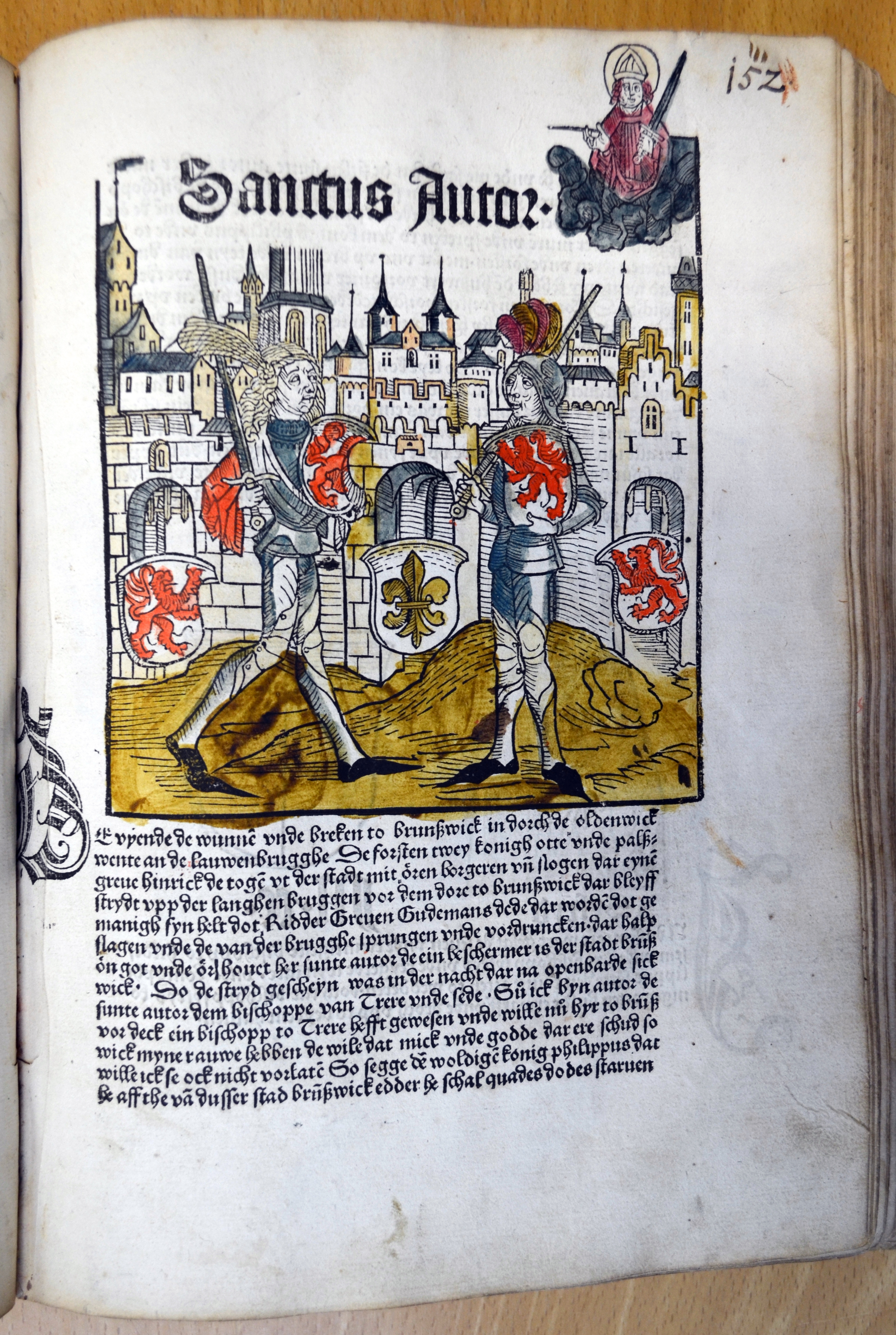
"Саксонская хроника" Конрада Боте или Германа Боте, изданная в 1492 году: изображен город Брауншвейг, над ним вверху справа восседает на троне покровитель города св. Авктор. На переднем плане изображены два рыцаря.

По преданию, святой явился во сне Гертруде Брауншвейгской Младшей из династии Брунонов и попросил ее передать его мощи Брауншвейгу. В 1113 году реликвии из Трира были перевезены туда и в 1115 году размещены во вновь основанном монастыре св. Эгидия. Арнольд Любекский упоминает об этом в своей Chronica Slavorum, законченной в 1210 году. Согласно другому источнику, речь идет о передаче мощей вместе с мощами святого Максимина в монастырь Хельмарсхаузен в 1105 и 1107 гг., откуда они были наконец доставлены в Брауншвейг.
Во время борьбы за трон между Вельфами и Штауфенами войска короля Гогенштауфенов Филиппа Швабского в 1200 году осадили вельфский город Брауншвейг. 20 августа того же года святой Авктор спас город от падения, явившись к вражеским войскам с мечом в руках, после чего они сняли осаду. С тех пор он считается покровителем Брауншвейга, а 20 августа - "днем Aвктора".
Относительно мирное завершение внутригородских волнений, направленных против городского совета, так называемых "брауншвейгских шихт", продолжавшихся в течение XIV и XV вв., также приписывалось заступничеству святого покровителя города.

### Реликвии и почитание
С 1115 г. его мощи почитались в брауншвейгском бенедиктинском монастыре святых Марии и Эгидия наряду с мощами последнего, главного покровителя монастыря. После спасения города от осаждавших его Гогенштауфенов в 1200 году святой Авктор стал считаться защитником и покровителем города. Каждый год в день почитания святого, 20 августа, его мощи большим крестным ходом обносили вокруг городской стены. При этом верующие пели, в частности: "De leve here sunt Autor / de is eyn hillich man, / is unse procurator, / de vor uns striden kan (Здесь живет Сант Авктор / он святой человек / наш защитник / он может постоять за нас)". Такое ежегодное празднование в соборе святого Власия было основано городским советом в 1298 году. К 1317 году относится основание капеллы Авктора в соборе Брауншвейга. Во время «Великой шихты» с 1374 по 1380 год было убито восемь советников. После подавления этого внутригородского восстания в 1386 году при ратуше старого города в искупление была также построена капелла святого Авктора. Усмирение волнений с 1445 по 1446 гг. побудило городской совет в благодарность заказать серебряный реликварий, который был завершен в 1457 году. С 1457 г. в процессии вокруг городских стен ковчег ежегодно несли двенадцать членов совета. Кроме того, в 1493/94 гг. была изготовлена люстра в виде силуэта города.
С наступлением Реформации в Брауншвейге в 1528 г. почитание святых в городе закончилось. Обращенный в католичество герцог Антон Ульрих в 1710 году распорядился захоронить реликвии в монументе, который в 1789 году был разрушен. Останки были погребены в часовне при церкви святого Эгидия. Там мощи были вновь обретены  в 1789, 1938 и 1976 гг. На задней стене часовни сделана надпись: «Святой Авктор: 4 июня 1976 года здесь вновь были обретены мощи святого Авктора, похороненные герцогом Антоном Ульрихом".  20 августа 1955 года католическая община возобновила празднование дня покровителя города.

### Надгробная плита, установленная в 1710 г.
Капелла при церкви святого Эгидия в Брауншвейге выполнена в виде часовни святого Авктора. На задней стене немецкие и латинские надписи адресованы современному посетителю. Надгробная плита, которая была заказана герцогом Антоном Ульрихом в 1710 году, встроена в пол.

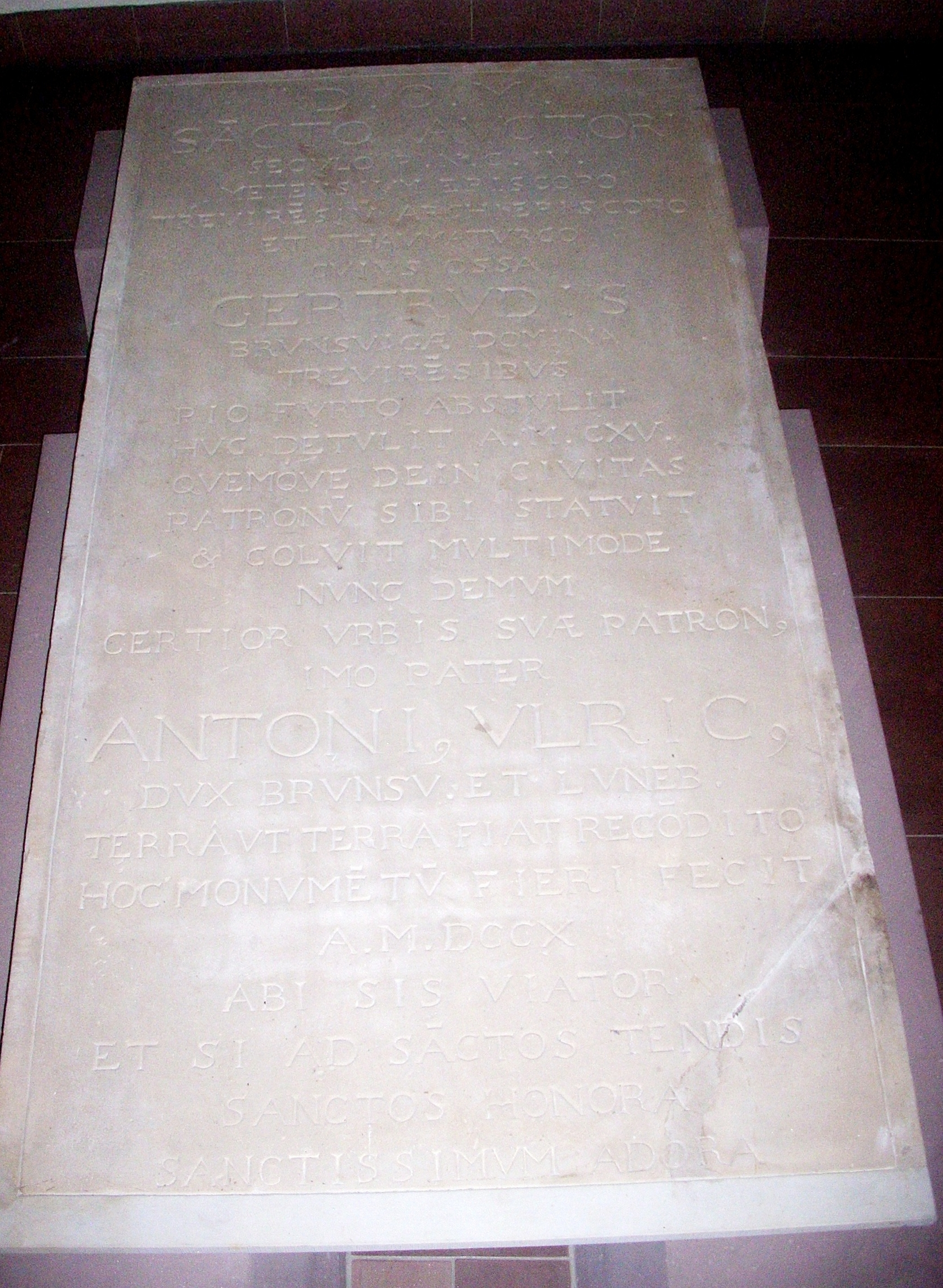
Надгробная плита, установленная герцогом Антоном Ульрихом.

Надпись на плите:
D(EO) O(PTIMO) M(AXIMO) SANCTO AUCTORI SAECULO P(OST) N(ATIVITATEM) C(HRISTI) IV. METENSIUM EPISCOPO TREVIRENSIUM ARCHIEPISCOPO ET THAUMATURGO CUIUS OSSA GERTRUDIS BRUNSVIGAE DOMINA TREVIRENSIBUS PIO FURTO ABSTULIT HUC DETULIT A(NNO) M.CXV QUEMQUE DEIN CIVITAS PATRONUM SIBI STATUIT & COLUIT MULTIMODE NUNC DEMUM CERTIOR URBIS SUAE PATRONUS IMO PATER ANTONIUS ULRICUS DUX BRUNSV(IGENSIS) ET LUNEB(URGENSIS) TERRA UT TERRA FIAT RECONDITO HOC MONUMENTUM FIERI FECIT A(NNO) M.DCCX ABI SIS VIATOR ET SI AD SANCTOS TENDIS SANCTOS HONORA SANCTISSIMUM ADORA
Перевод:
Боже, лучший и величайший!
Святому Авктору, в четвертом веке от рождества Христова епископу Мецскому, архиепископу Трирскому и чудотворцу, чьи кости Гертруда, владычица Брауншвейга, похитила у Трира путем благочестивой кражи и перенесла сюда в 1115 году, назначенному покровителем города и почитавшемуся во многих отношениях, другой надежный покровитель города, а точнее - его отец Антон Ульрих, герцог Брауншвейга и Люнебурга, в 1710 году повелел воздвигнуть этот мемориал, похоронив его в земле, дабы тот мог стать землей.  Идите, странники, и если вы ищете святых, почитайте святых, вознося молитву Всевышнему.

### Источники и изображения

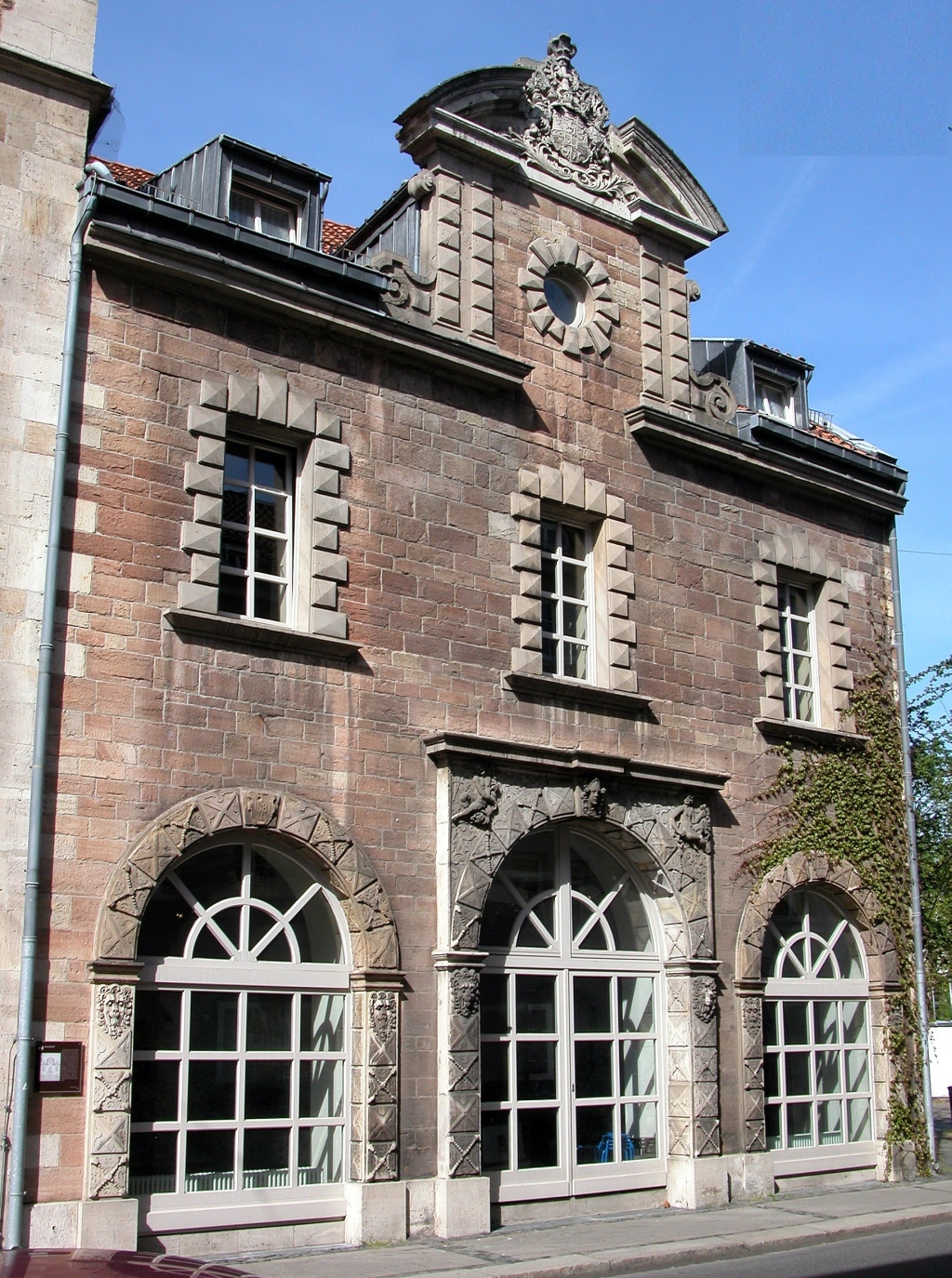
Авкторсхоф на месте бывшей часовни.